# Festival Internacional de Cine de Venecia de 1936
La 4.ª Mostra de Venecia tuvo lugar entre los días 10 y 31 de agosto de 1936. Por primera vez, un jurado internacional supervisó el festival de cine.

## Jurado
- Giuseppe Volpi (presidente, Italia)[3]
- Neville Kearney (Reino Unido)
- Oswald Lehnich (Alemania)
- Karl Meltzer (Alemania)
- Ryszard Ordynski (Polonia)
- Louis Villani (Hungría)
- Émile Vuillermoz (Francia)
- Luigi Freddi (Italia)
- Mario Gromo (Italia)
- Antonio Maraini (Italia)
- Giacomo Paolucci de Calboli Barone (Italia)
- Filippo Sacchi (Italia)
- Ottavio Croze (Italia)

## Películas

### Sección oficial
Las películas siguientes se presentaron en la sección oficial:
| Título en español                | Título original                 | Director(es)                    | País           |
| -------------------------------- | ------------------------------- | ------------------------------- | -------------- |
| A Woman Alone                    | A Woman Alone                   | Eugene Frenke                   | Reino Unido    |
| Alondra                          | Wo die Lerche singt             | Karel Lamač                     | Hungría        |
| Amar Jyoti                       | Amar Jyoti                      | Shantaram Rajaram Vankudre      | India          |
| Anne-Marie                       | Anne-Marie                      | Raymond Bernard                 | Francia        |
| Ave María                        | Ave María                       | Johannes Riemann                | Alemania       |
| Az új földesúr                   | Az új földesúr                  | Béla Gaál                       | Hungría        |
| Ballerine                        | Ballerine                       | Gustav Machatý                  | Italia         |
| Caballería                       | Cavalleria                      | Goffredo Alessandrini           | Italia         |
| Damisela de Bard                 | La damigella di Bard            | Mario Mattoli                   | Italia         |
| Der Bettelstudent                | Der Bettelstudent               | Georg Jacoby                    | Alemania       |
| Comedia trágica                  | Traumulus                       | Carl Froelich                   | Alemania       |
| El camino del pino solitario     | The Trail of the Lonesome Pine  | Henry Hathaway                  | EE. UU.        |
| El cantante de Viena             | Im Sonnenschein                 | Carmine Gallone                 | Austria        |
| El fantasma va al Oeste          | The Ghost Goes West             | René Clair                      | Reino Unido    |
| El emperador de California       | Der Káiser von Kalifornien      | Luis Trenker                    | Alemania       |
| El escuadrón blanco              | Lo squadrone bianco             | Augusto Genina                  | Italia         |
| El gran Ziegfeld                 | The Great Ziegfeld              | Robert Z. Leonard               | EE. UU.        |
| El hombre que fabricaba milagros | The Man Who Could Work Miracles | Lothar Mendes                   | Reino Unido    |
| El secreto de vivir              | Mr. Deeds Goes to Town          | Frank Capra                     | EE. UU.        |
| El último espionaje              | Tredici uomini e un cannone     | Giovacchino Forzano             | Italia         |
| Jánosik                          | Jánosik                         | Martin Fric                     | Checoslovaquia |
| Jonge harten                     | Jonge harten                    | Charles Huguenot van der Linden | Países Bajos   |
| L'appel du silence               | L'appel du silence              | Léon Poirier                    | Francia        |
| La condesa Valewska              | Manja Valewska                  | Josef Rovenský                  | Austria        |
| La novena sinfonía               | Schlußakkord                    | Douglas Sirk                    | Alemania       |
| La kermesse heroica              | La kermesse heroica             | Jacques Feyder                  | Francia        |
| La princesa encantadora          | The King Steps Out              | Josef von Sternberg             | EE. UU.        |
| La rosa de los Tudor             | Tudor Rose                      | Robert Stevenson                | Reino Unido    |
| La tendre ennemie                | La tendre ennemie               | Max Ophüls                      | Francia        |
| Le roman d'un tricheur           | Le roman d'un tricheur          | Sacha Guitry                    | Francia        |
| La tragedia de Louis Pasteur     | The Story of Louis Pasteur      | William Dieterle                | EE. UU.        |
| Magnolia                         | Show Boat                       | James Whale                     | EE. UU.        |
| María Estuardo                   | Mary of Scotland                | John Ford                       | EE. UU.        |
| Morena Clara                     | Morena Clara                    | Florián Rey                     | España         |
| San Francisco                    | San Francisco                   | W.S. Van Dyke                   | EE. UU.        |
| Le roman d'un tricheur           | Le roman d'un tricheur          | Sacha Guitry                    | Francia        |
| Schatten der Vergangenheit       | Schatten der Vergangenheit      | Werner Hochbaum                 | Austria        |
| Scrooge                          | Scrooge                         | Henry Edwards                   | Reino Unido    |
| Silhouetten                      | Silhouetten                     | Walter Reisch                   | Austria        |
| Singende Jugend                  | Singende Jugend                 | Max Neufeld                     | Austria        |
| Sueños de príncipe               | Mayerling                       | Anatole Litvak                  | Francia        |
| The Beloved Vagabond             | The Beloved Vagabond            | Curtis Bernhardt                | Reino Unido    |
| The Cardinal                     | The Cardinal                    | Sinclair Hill                   | Reino Unido    |
| The Robber Symphony              | The Robber Symphony             | Friedrich Feher                 | Reino Unido    |
| The White Angel                  | The White Angel                 | William Dieterle                | EE. UU.        |
| Traidores                        | Verräter                        | Karl Ritter                     | Alemania       |
| Víspera de combate               | Veille d'armes                  | Marcel L'Herbier                | Francia        |
| Whom the Gods Love               | Whom the Gods Love              | Basil Dean                      | Reino Unido    |

## Premios
Este fue el palmarés de premios de esta edición:
- Copa Mussolini a la mejor Película Extranjera: El emperador de California de Luis Trenker
- Copa Mussolini a la mejor Película italiana: El escuadrón blanco, de Augusto Genina
- Copa al mejor Director: La kermesse heroica, de Jacques Feyder
- Copa Volpi:
  - Mejor actor: Paul Muni por La tragedia de Louis Pasteur
  - Mejor actriz: Annabella por Víspera de combate
- Coppa del Ministero della Stampa e Propagandaː Caballería de Goffredo Alessandrini
- Coppa del Partito Nazionale Fascista al mejor film político-socialː Il cammino degli eroi, de Corrado D'Errico
- Coppa del Ispettorato Generale dello Spettacolo al mejor musicalː La novena sinfonía de Douglas Sirk
- Coppa della Direzione Generale della Cinematografia al mejor Cinematografíaː La rosa de los Tudor de Robert Stevenson
- Mención Especial:
  - Ave María, de Johannes Riemann
  - Víspera de combate de Marcel L'Herbier
  - María Estuardo, de John Ford
  - Marysa, de Josef Rovenský
  - Metropolitan Nocturne, de Leigh Jason
  - El secreto de vivir, de Frank Capra
  - El cantante de Viena, de Carmine Gallone
  - Polesie, de Jerzy Maliniak
  - Pompei, de Giorgio Ferroni
  - Scrooge, de Henry Edwards
  - The Mine, de J. B. Holmes
  - The Robber Symphony, de Friedrich Feher
  - Traidores, de Karl Ritter
- Película animada: Who Killed Cock Robin?, de Walt Disney
- Película de color:El camino del pino solitario, de Henry Hathaway